# Joan Mestre
Joan Mestre va ser mestre de capella de Moià fins al 1737. Fou reclamat però pels consellers de la vila d'Igualada juntament amb la comunitat de preveres per suplir la baixa de Josep Soler en el magisteri parroquial. El dia 24 d'abril de 1737 ocupa el seu càrrec en l'exercici del magisteri i l'organistia amb un sou de 40 lliures anuals i amb la condició que si ocupava també la plaça de l'organistia, se li pagarien 10 lliures més de sou, que al mateix temps l'obligarien a ensenyar a cantar als anomenats «miñons de cota», és a dir, als quatre escolans cantors de la vila perquè aquests poguessin cantar les veus superiors de la polifinia eclesiàstica. Joan Mestre va morir a finals de juny del 1738, quan es complia un any de la seva incorporació a Igualada. Durant el seu curt mestratge va participar com a jurat en les proves d'admissió dels nous beneficiats a la comunitat de preveres. Així doncs atenent a aquestes circumstàncies seria plausible afirmar que Mestre ocupà el càrrec esmentat tenint ja una edat força avançada, i inclús cap la possibilitat que tant Mestre com Soler –el seu predecessor– s'haguessin format de joves en el mateix centre